# Alexij Slav
Alexij Slav (bulharsky Алексий Слав, řecky Ἀλέξιος Σθλαῦος; druhá polovina 12. století až asi 1230) byl bulharský šlechtic z rodu Asenovců, který byl vládcem vlastního knížectví v oblasti Pirinu a Rodopů.

## Životopis
Alexij Slav byl synem sestry bulharských carů Asena I., Petra II. a Kalojana. Narodil se v druhé polovině 12. století a z oné doby nejsou o něm žádné zmínky. V dějinách se vynořil v roce 1207, kdy se po smrti cara Kalojana energicky postavil proti jeho samozvanému nástupci Borilovi. Legitimní nástupce Ivan, nejstarší syn Asena I., byl ještě nezletilý a podařilo se mu s mladším bratrem Alexandrem uprchnout do Haličského knížectví. Mezi pretendenty trůnu patřil Borilův bratr Strez a také Alexij.
Poté, co Boril částečně upevnil svoji moc a zahájil represe proti svým nepřátelům, opustil Alexij hlavní město Trnovo. V té době sídlil na hradu Cepina, odkud ovládal rozsáhlá území od Středních Rodopů až po ústí Strumy. Po porážce Bulharska v bitvě u Plovdivu se v listopadu 1208 oženil s dcerou latinského císaře Jindřicha a stal se jeho vazalem. Na oplátku obdržel titul despoty.
V roce 1211 se spojil s epirským despotou Michaelem Dukou a společně porazili Borila. Získal tím území za Strumou a v roce 1215 tak mohl přesunout svoje sídlo do Melniku a tam zřídil věhlasný královský dvůr. Jeho knížectví se stalo znovu součástí Bulharska po bitvě u Klokotnice v roce 1230. Není jasné, zda v té době Alexij ještě žil, poslední záznam o něm je datován k prosinci 1228. Rovněž nejsou zprávy o tom, že by měl nějaké potomky.